# 신사 (중국사)
신사(紳士)는 중국의 명나라와 청나라의 사회 계층이다. 절도사 조광윤이 송을 건국하고 세습되는 지배층의 잔재를 제거한 후 과거제를 강화하여 형세호가 떠오르면서 신사가 등장한다. 이들은 비슷한 성격의 계층으로 형세호는 신사의 과도기라 볼 수도 있다. 일반적으로 과거에 전념할 수 있는 지주들로 보나 한족의 숫자가 너무 많아서 시험에 통과하여 관료가 된 자들에서 처음부터 지주였던 자들의 비중은 높지 않았다. 심지어 시험을 통과하는 능력이 떨어지는 것으로 알려져 멸시를 받은 당의 문벌귀족 세력도 사실 오히려 공부를 잘하는 편이었으나 이들의 숫자에 밀려서 사라졌다. 이들은 관료가 된 후에는 지주가 되기도 했다.
신사는 중국의 명나라와 청나라 시기에 사회의 지배층을 담당했던 사회 계층으로 이전시기의 호족 또는 귀족, 사대부와는 다른 성격을 갖는다. 첫째, 범위가 명확하다. 호족의 경우 중소지주, 사대부의 경우 독서인으로 정의된다고는 하지만 대지주의 성격을 가지거나, 관료거나, 독서인이거나 등 그 범위와 한계는 명확하지 않으며 종종 다른 성격의 집단과 겹치는 경우가 있다. 하지만 신사는 관위(官位)나 학위(學位)를 소지한 자로, 그 범위가 명확하다. 둘째, 신분이 세습되지 않는다. 호족은 보유한 토지를, 귀족은 음서를 통해, 사대부의 경우 여러 가지 방법으로 그 신분의 세습이 가능했다. 하지만 신사는 관위와 학위는 소수의 예를 제외하면 과거제를 통해야만 취득할 수 있었기 때문에 아버지의 신분이 자식에게 세습되는 것이 불가능했고 그 신분이 1대에만 그치는 경우도 많았다. 셋째, 호족과 문벌귀족은 세습과 가문에 의해 그 신분이 규정되었던 반면, 사대부와 신사는 출신과 무관하게 자신의 능력에 의해 신분이 결정되었다
신사가 되기 위해서는 국가에서 실시하는 과거시험에 합격해야 했다. 과거 시험은 동시(童試), 향시(鄕試), 회시(會試), 전시(殿試)로 나뉘며 각각을 통과하면 생원, 거인, 공사, 진사로 불리었다. 생원이 된 이후부터 신사로 간주되며, 생원과 거인을 하층신사, 공사 이상부터를 상층신사로 분류하기도 한다. 공사는 사실상 전시의 탈락자가 없는 탓에 진사와 구분되지 않으므로, 신분 계층으로 분류하지 않는 것이 일반적이다.
신사는 지식과 사회 내에서의 명망을 활용하여 지방관과 협력하여 지방 사회에서의 지도층으로 활약했다. 중국의 지방관제에서는 지역 출신을 임명해서는 안된다는 회피제의 원칙이 있었기 때문에 지방관은 지방의 사정에 밝은 신사의 도움을 받아야 했다. 또한 신사는 신분의 특수성 때문에 지방관이 함부로 대할 수도 없었고, 처벌을 내리려면 우선 지방 학교의 책임자인 학정(學政)에게 먼저 통보해야 하는 등 신사와 지방관은 일종의 대등한 관계로 지낼 수 있었다. 또한 동일한 유학 교육을 받았다는 공통적인 아이덴티티를 갖고 있었기 때문에 더욱 더 지방관과 밀접하게 연계할 수 있었다.
명 중엽 이후 명 말까지, 청대 중엽 이후 특히 아편전쟁 이후 중앙 정부의 지방에 대한 통제력이 약화되었을 때, 지방 내의 혼란을 수습하고 지방 정부의 통제력을 보조하는데 지방 신사들의 역할이 컸다. 이들 중에서는 사재(私財)를 털어 의용군을 모집, 태평천국군과 같은 반란군을 진압하는데 공을 세운 사람들이 많다. 그들 중에는 반란이 진압된 이후 지방 군벌로 발전하는 경우도 있었다.